# Ronald Lamola

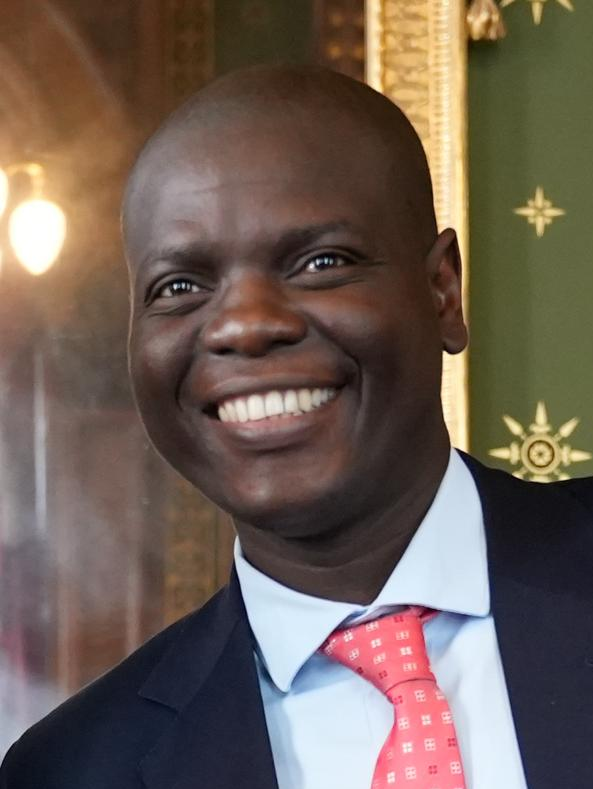
Ronald Lamola

Ronald Ozzy Lamola (* 21. November 1983 in Bushbuckridge) ist ein südafrikanischer Politiker und ehemaliger amtierender Präsident der ANC Youth League (ANCYL). Von Mai bis Juni 2019 war er Minister of Justice and Correctional Services im Kabinett Ramaphosa II. Seit Juni 2024 ist er Außenminister Südafrikas im Kabinett Ramaphosa III.
Lamola ist Rechtsanwalt. Er trat mit 14 Jahren der ANCYL bei, war Provinzvorsitzender des  South African Students Congres (SASCO) und 2008/2009 Generalsekretär der Young Communist League. 2009 wurde er zum Regionalsekretär der ANCYL in Mpumalanga gewählt und zur gleichen Zeit Sprecher des einflussreichen Ministerpräsidenten von Mpumalanga, David Dabede Mabuza, der ein Freund von Jacob Zuma ist.
2011 wurde Lamola in das nationale Exekutivkomitee des ANCYL gewählt und stellvertretender Vorsitzender. Seit dem Ausschluss von Julius Malema im Frühjahr 2012 aus dem African National Congress (ANC) war er amtierender Vorsitzender. Wie unter der Präsidentschaft von Malema auch, erfolgten unter Lamola scharfe Angriffe gegen Zuma; so nannte er es einen Fehler, wenn nicht Kgalema Motlanthe nächster Präsident des ANC im Dezember 2012 werde, da nur er die wirtschaftliche Freiheit schaffen und garantieren könne.
Von Mai 2019 bis Juni 2024 war er   Minister für Justiz und Strafvollzug im Kabinett Ramaphosa II.
2024 leitete Lamola die Delegation, welche die Völkermord Klage Südafrikas gegen Israel bezüglich des Kriegs in Israels und Gaza vor dem Internationalen Gerichtshof in den Haag vertrat.
Seit dem 30. Juni 2024 ist er Außenminister im Kabinett Ramaphosa III.